# سعد المخینی
سعد المخینی (عربی: سعد بن سهيل المخيني؛ زاده ۶ سپتامبر ۱۹۸۷) یک بازیکن فوتبال اهل عمان است.
وی همچنین در تیم ملی فوتبال عمان بازی کرده است.